# Radisav Nedeljković
Radisav Nedeljković (srbsko Радисав Недељковић), srbski general, * 14. maj 1911, † 22. februar 1996.

## Življenjepis
Leta 1937 je postal član KPJ. Med vojno je bil na različnih partijsko-političnih položajih; med drugim je bil politični komisar 23. divizije in 14. korpusa.
Po vojni je bil generalni sekretar srbske vlade.